# Mythologie pyrénéenne

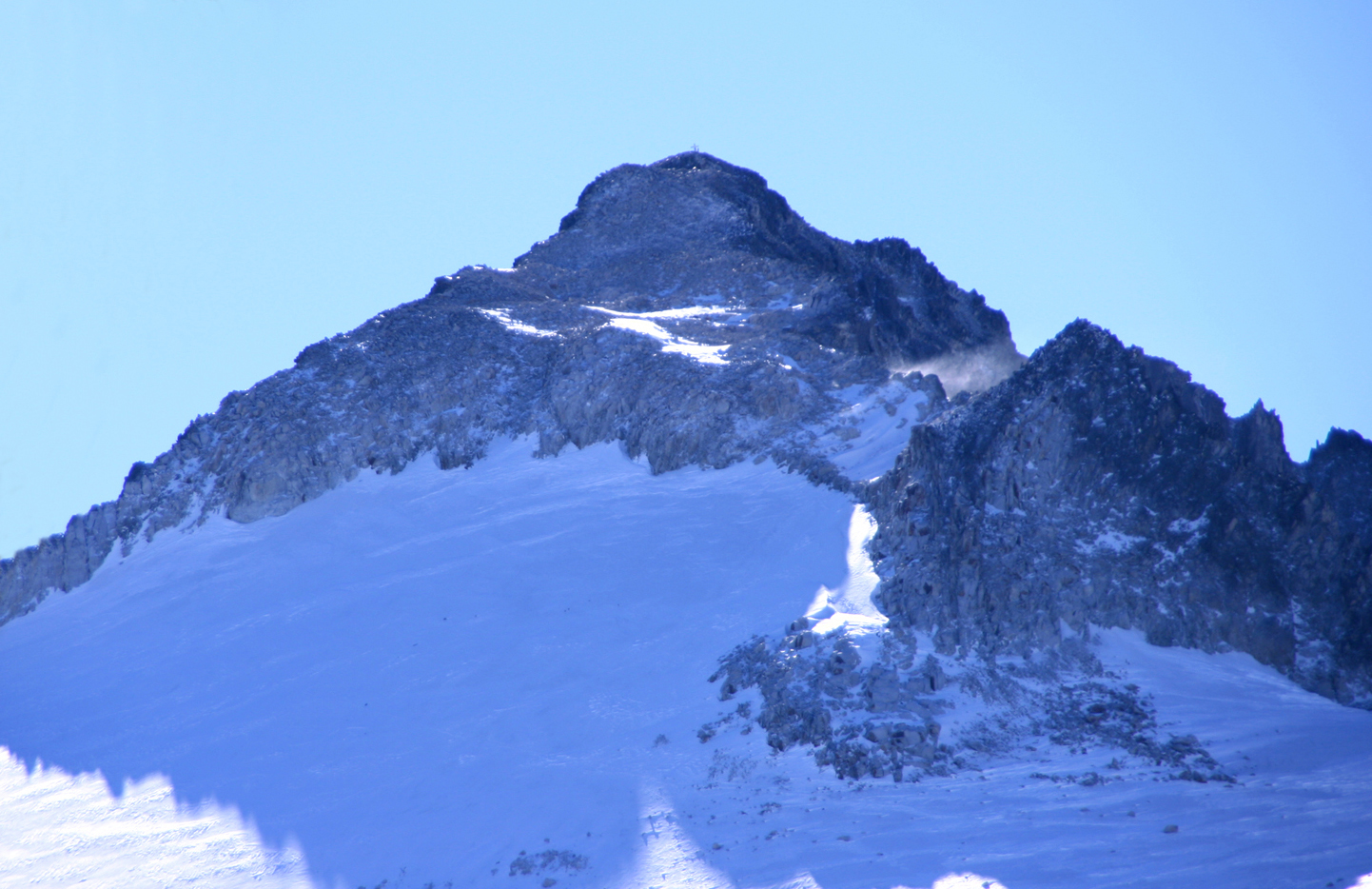
Le sommet de l'Aneto : un géant endormi

La mythologie pyrénéenne est l'ensemble des récits, contes, légendes et croyances diverses qui se rapportent directement à la chaîne des Pyrénées et à ses piémonts nord et sud.
Les Pyrénées constituent un ensemble géographique cohérent mais culturellement, religieusement et socialement hétérogène. Les Pyrénées ont été habitées par des peuples différents, parlant des langues différentes. En plus du français et du castillan, relativement récents, d'autres langues sont parlées selon les régions: le basque, l'occitan dans ses variantes languedocienne et gasconne (béarnais, bigourdan), l'aragonais et le catalan.
Les Pyrénées ont été un lieu de passage soumis à de multiples influences. Les études ethnologiques sur les Pyrénées ont été tardives et fragmentaires sur le versant français, plus poussées du côté espagnol en particulier grâce à de nombreux chercheurs comme Barandiarán, mais peu de synthèses en a été effectuée jusqu'aux travaux d'Olivier de Marliave, avec le Trésor de la mythologie pyrénéenne paru en 1987 ou ceux d'Isaure Gratacos (Fées et gestes, Femmes pyrénéennes). Il en ressort que, en dépit de grandes lacunes dues au manque de collectage sur le terrain et à l'arrêt des transmissions orales, on a pu dégager des grands thèmes communs propres au milieu montagnard : des dieux topiques qui évolueront soit vers des saints protecteurs, spécifiques à une économie agro-pastorale, soit des croquemitaines, des géants et des nains, des fées omniprésentes, bref une mythologie composite qui inclut aussi bien des aspects de la mythologie gréco-romaine, qu'un vieux fonds celtique, voire pré-indo-européen (le domaine basque), le christianisme (y compris ses courants gnostiques) et les envahisseurs historiques tels les « barbares » ariens.
La mythologie est une explication du monde. Dans les Pyrénées, se justifient ainsi la naissance des montagnes, des sources, des rivières, des lacs, des particularités géologiques ou météorologiques. On peut établir des similitudes avec d'autres milieux montagnards, comme les Alpes, et aussi des différences. Par exemple, les Pyrénées n'ont pour ainsi dire aucune tradition relative aux glaciers, qui sont rares et peu importants, alors que les Alpes connaissent des légendes de villages ensevelis, de démons, etc. Les glaciers y sont souvent considérés comme le purgatoire, où des âmes en peine sont prisonnières d'une glace qui les brûle comme le feu.

## Dieux anciens

### Origines

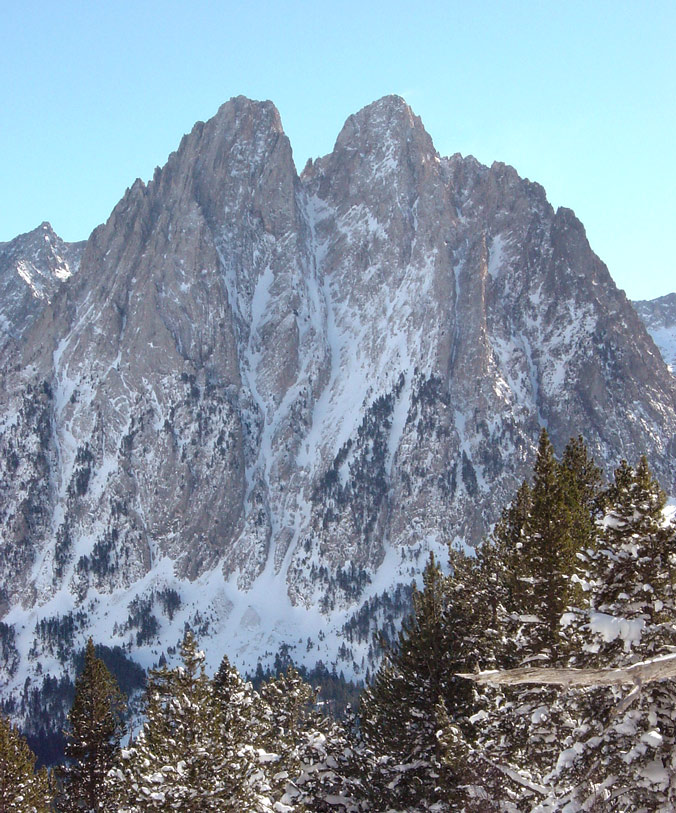
Les Encantats, deux personnages changés en montagnes

On ne peut pas parler de mythologie pyrénéenne sans parler de Pyrène. Pyrène témoigne d'une colonisation grecque par la Méditerranée, son nom évoquant à la fois une nymphe et des feux grandioses incendiant les montagnes. Il est très difficile aujourd'hui de démêler les légendes originelles des infinies variations ultérieures. Nous disposons d'une version écrite, dans les Guerres puniques du poète latin Silius Italicus. Racontant l'épopée guerrière des Carthaginois d'Hannibal, il évoque, au passage des Pyrénées l'histoire de Pyrène, fille du roi Bébryx, qui fut séduite et abandonnée par Hercule. Désespérée, elle s'enfonça dans la forêt, où les bêtes sauvages la dévorèrent. Hercule de retour ne put que lui élever un tombeau. Diodore de Sicile dit, pour sa part, que ces montagnes étant couvertes de forêts, les bergers y mirent le feu, les embrasant de manière grandiose, faisant naître des ruisseaux d'or et d'argent fondus. D'autres légendes littéraires ont plus ou moins mêlé ces premiers récits, en d'innombrables versions.
Avant ces débuts littéraires, la mythologie pyrénéenne s'était sans doute déjà constituée.
Dans tous les massifs montagneux du monde, les sommets ont toujours été plus ou moins divinisés : non seulement en tant qu'habitation ou domaine réservé, mais aussi comme personnalisation d'un être divin. Les grands sommets sont assimilés à des géants endormis, tels l'Aneto, que les habitants de Benasque disaient entendre gémir, les nuits de tempête. Le Puigmal était un être vivant, intervenant physiquement pour défendre la nature. Des Tres Sorores (« les Trois Sœurs ») du mont Perdu, aux Encantats (les « Enchantés »), on ne compte plus les sommets qui seraient des personnages métamorphosés à la suite d'événements divers, souvent de malédictions d'origine chrétienne, ou christianisées ultérieurement (punition d'un blasphème ou d'une impiété). Cet état de choses est attesté par la persistance de traditions orales. Sur des réalités concrètes, les Pyrénées abondent en vestiges archéologiques témoignant de cultes anciens. 

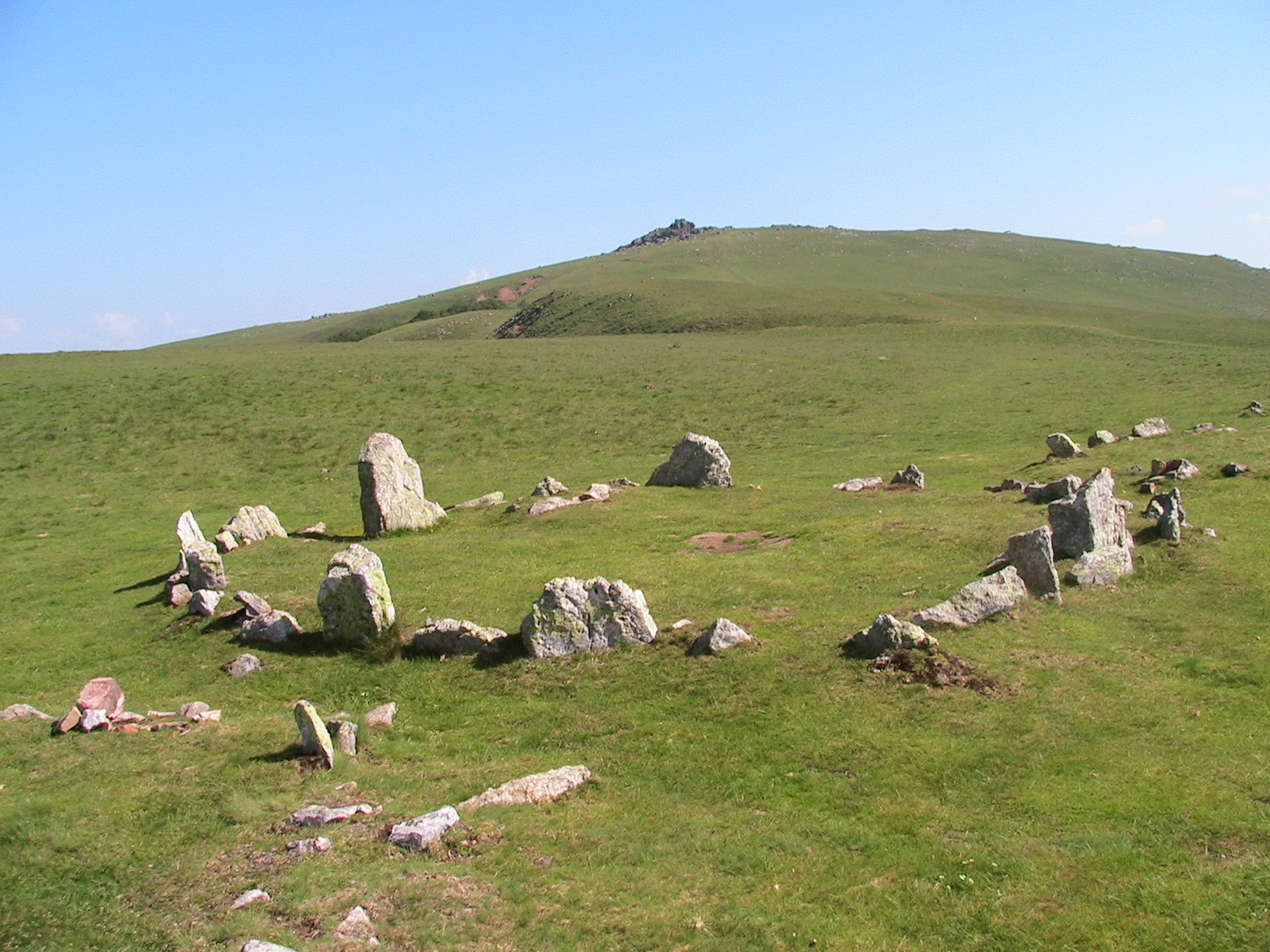
Cromlech d'Okabe, près de Saint-Jean-Pied-de-Port.

Les mégalithes (dolmens, menhirs ou pierres dressées, pierres à cupules…) sont des témoins de cultes dont on ne sait que peu de choses, mais ils ont servi de support à une mythologie extrêmement riche forgée ultérieurement, ne serait-ce que pour expliquer leur présence : pierres dressées par des géants (Roland), des Maures, le Diable ou des saints. Les dolmens auraient constitué les maisons de Maures géants, qu'ils transportaient partout avec eux : une pierre sur la tête, et une sous chaque bras. Les cupules et autres marques dans la pierre sont devenues les empreintes laissées par les mains, les genoux, les pieds ou la tête de saints ou de saintes. Cette christianisation populaire s'est doublée d'une christianisation « officielle » de la part des ecclésiastiques, qui plantaient des croix sur les mégalithes et qui n'hésitaient pas, plus radicalement, à les faire sauter à la dynamite. En effet, jusqu'au XIXe siècle on a vu la persistance de cérémonies, dont l'origine s'est perdue, qui relèvent de rituels de fécondité tellement explicites que l'autorité religieuse ne pouvait que s'en émouvoir. On cite le cas du calhau d'Arriba-Pardin, à Poubeau, en vallée du Larboust où certaines nuits les gens se retrouvaient dans une sorte de bacchanale, les hommes tournant autour de la pierre, manu penem proferentes.

### Dieux pyrénéens

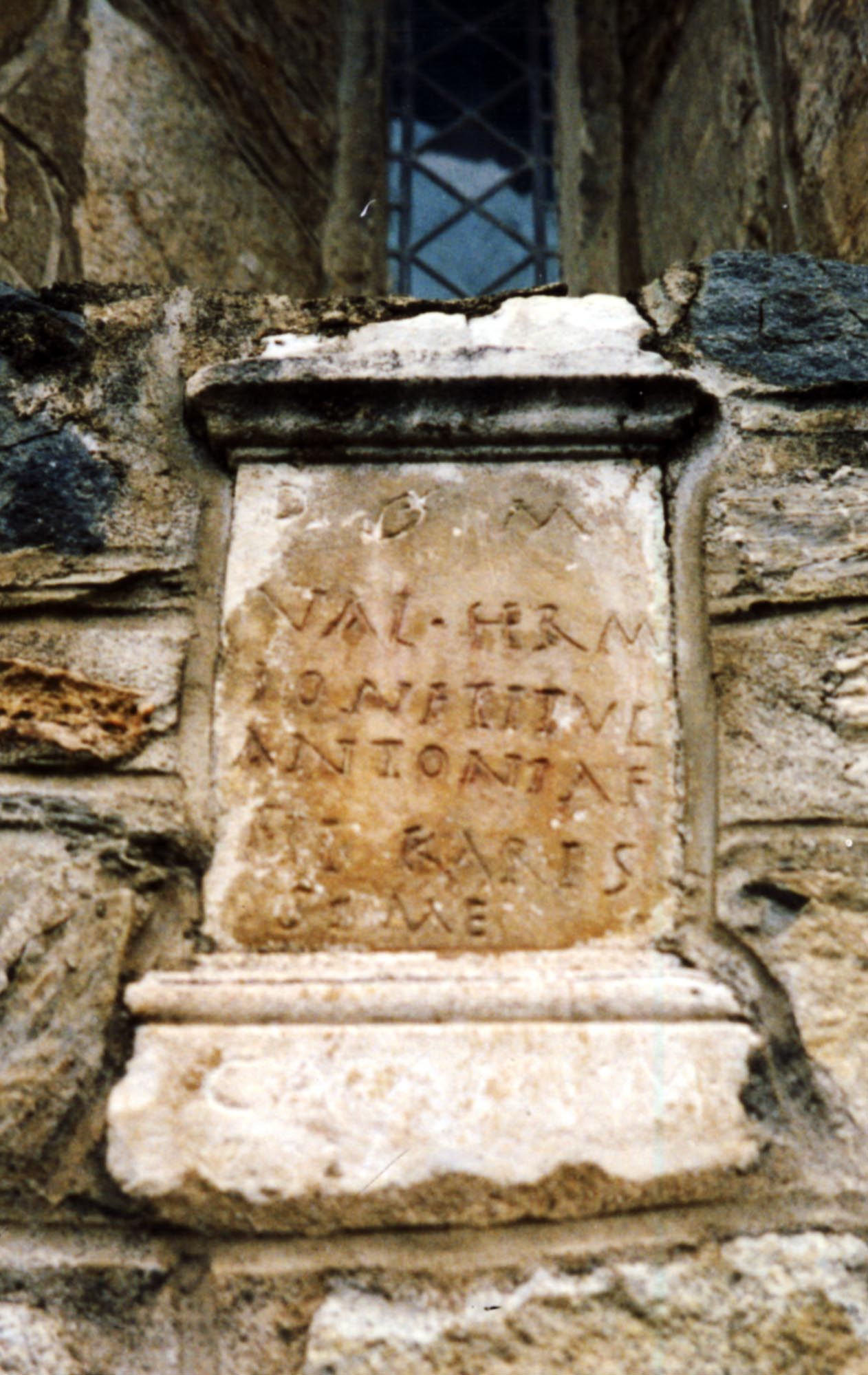
Autel antique en remploi dans le mur de l'église de Saint-Aventin

Des cultes pré-chrétiens, on a de nombreux autels, inscriptions et quelques effigies sculptées de dieux. La plupart de ces témoignages sont souvent retrouvés en tant que remplois dans les murs des églises (ce qui indique certainement la proximité d'un ancien sanctuaire mais ne signifie pas nécessairement la continuité des cultes sur un même lieu).
Les dieux locaux, honorés de longue date, subsistent conjointement avec les dieux romains importés après la conquête et les assimilant parfois. Ainsi Abellio, dieu solaire dont le nom rappelle évidemment Apollon et aussi le Belen gaulois, mais qui pourrait donc aussi avoir une origine celte. Paul Barrau de Lorde, en 1937, publie parmi ses légendes onésiennes une légende des douze géants du Larboust. Légende forgée de toutes pièces, mais qui reprend plus ou moins les noms des dieux fréquemment rencontrés dans ces Pyrénées centrales, et plus particulièrement dans le Comminges : les fils de Leherenn (assimilé à Mars, des autels ont été retrouvés à Ardiège, en Comminges) et de Baïgorrixa (un dieu Baïcorrix, cippe trouvé à Montmajou), Alardos (vallée de Luchon), Hunnu (en fait, le dédicant d'un autel à un dieu Iscitt, trouvé à Garin), Andostenn (Antignac), Harblex, Hérian, Sérion, Abellion (autels à Saint-Aventin, à Saint-Pé-d'Ardet, etc.), Arix, Molox, Bontar, Barhossis et Illix (Illix, ou Ilixo, dieu des sources, a donné son nom à la ville de Luchon). On peut ajouter de nombreux noms à cette liste, comme le dieu Ergé qui avait son temple au sommet du mont Marteau, où on a retrouvé des cippes et un très beau masque de bronze du IIe siècle. Artahe, Idiatte, Garuna (le fleuve Garonne), ainsi que les Dei Montibus (dieux des montagnes) honorés à l'oppidum de Saint-Pé-d'Ardet. Le dieu Baesert a laissé un toponyme, entre Montréjeau et Saint-Gaudens, le Bazert. 
L'origine aquitanienne (souche du moderne basque) de la plupart de ces noms n'est pas douteuse, et confirme l'extension du domaine proto-bascophone sur une grande partie des Pyrénées (c'est le substrat phonologique du gascon, langue aquitano-romane) : Baïgorrix est un dieu des sources fréquent dans le Pays basque. Les divinités basques, Mari, Sugaar (ou Sugoi, ou Maju) ont subsisté dans la mémoire collective en connaissant diverses fortunes dans l'évolution, de même que les multiples jaunak (« seigneurs »), Basajaun, Jaun Zuria, Jaunagorri… 

### Le pasteur de mille ans moins un jour
Les plus anciennes légendes pyrénéennes remontent certainement à cette époque : sans faire référence directement à des divinités, on les relie à l'apparition du christianisme dans un monde ancien, celui des Gentils ou Jentilak basques, peuples mythiques paien détenteurs de savoirs perdus. Cette notion d'une époque « différente » est omniprésente : le temps de la mauvaise loi, disait-on en Ariège. Ce changement radical est symbolisé par l'apparition de la première neige, annoncée par un patriarche, le berger de neuf cent neuf ans, ou neuf cent quatre-vingt-dix-neuf ans, ou mille ans moins un jour, selon les versions. Il s'appelle Mulat-Barbe ou Millaris et sa mort, après la chute de la première neige et l'exode de son peuple vers de nouvelles contrées, marque l'avènement de temps nouveaux. Mulat-Barbe était un géant qui vivait à l'Alhet d'Estaubé, près de Gèdre. En vallée d'Aure, il subsistait sous le nom de Quoate-Ueilhs e Maula Barbe (Quatre yeux et « mauvaise » barbe), lui aussi réduit au rôle de croque-mitaine. Millaris élevait ses troupeaux sur la montagne d'Arizes, près du Pic du Midi de Bigorre, et sa tombe, entre les vallées de Lesponne et de l'Oussouet, serait marquée par era crouts de Beliou, la croix de Béliou, sculptée d'un Christ d'un côté, et d'un visage de l'autre. S'agirait-il d'Abellio ? La légende de la première neige, entraînant le déplacement vers les plaines des populations pastorales, se retrouve en maints endroits (Andorre, par exemple), et peut correspondre (ce qui n'est pas toujours le cas) avec une certaine réalité, l'existence de hameaux et de noyaux pastoraux situés en altitude à des époques reculées, puis abandonnés.

## Divinités des champs, des forêts et des montagnes

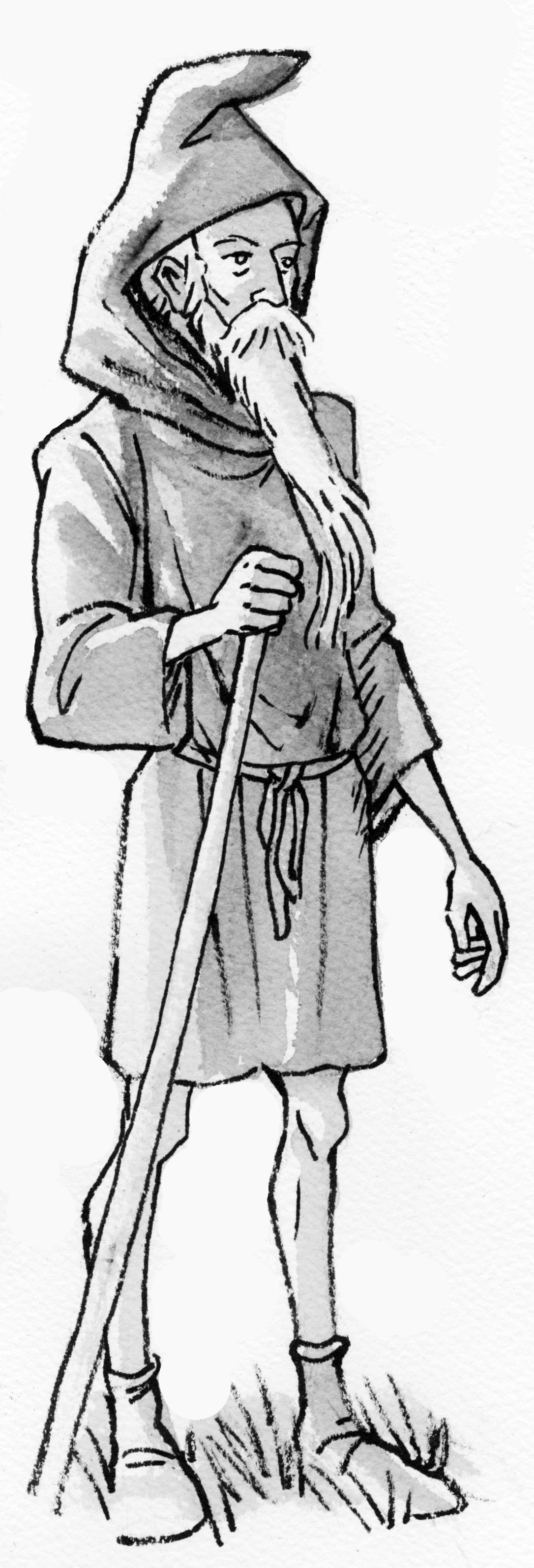
Tantugou

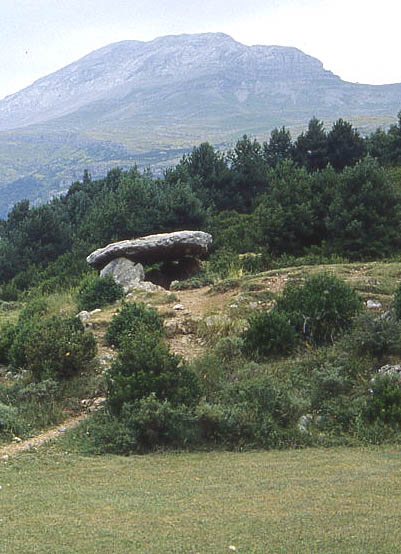
Le dolmen de Tella (Huesca), repaire de Silvan.

Dans le grand mouvement de l'évolution, qui touche aussi les mythologies, les dieux tout-puissants se muent peu à peu en divinités secondaires, en personnages mystérieux, protecteurs mais souvent effrayants, pour finir en croque-mitaines.  Les croyances populaires n'étaient pas complètement éteintes au XIXe siècle, lorsque les chercheurs et érudits ont enquêté. Ainsi le personnage de Tantugou, bien connu en vallée du Louron et vallée du Larboust, considéré comme un protecteur des cultures, des pâturages et des troupeaux est une des multiples formes du Sylvain latin, chargé de ce même rôle. Si Tantugou présente l'aspect d'un grand vieillard respectable, d'autres divinités se rapprochent de l'homme sauvage, un être entre l'homme et l'animal, couvert de poils, tel le basajaun (« seigneur sauvage ») basque et sa femme, la basa andere. Le basajaun conserve encore un caractère ambigu, protecteur mais inquiétant, de toute façon hors du monde chrétien. El Home grandizo qui hante la vallée d'Onsera en haut Aragon, armé d'une massue et accompagné d'un ours, est un protecteur et se dit lui-même un ancien dieu. Il descend dans la plaine pour la Semaine sainte, contemple les cérémonies des hommes, et remonte dans ses montagnes en disant que, décidément, les hommes sont devenus fous. Le Silvan aragonais, tapi dans le dolmen de Tella, malgré son nom, n'a plus rien de protecteur et n'est qu'un redoutable brigand. 
De même, les eaux sont le domaine de divinités, souvent féminines, qui vont se muer progressivement en fées, surtout pour ce qui concerne les fontaines et les sources. Les eaux des torrents, des rivières ou des étangs sont occupées par des sirènes, des daunas d'aiga (« femmes d'eau ») ou des dragas (féminin de drac), parfois sortes de fées vivant dans des cavernes ou des gouffres. Le terme drac, proche du « dragon », est à usages multiples : il peut désigner un dragon, ou un lutin plutôt facétieux, mais aussi une créature maléfique liée au danger des eaux, de forme variable, entraînant avec lui des enfants imprudents pour les noyer et jouant ainsi, finalement, un rôle pédagogique. Le drac est l'une des multiples formes du Diable.

## Fées
Les fées (fadas, hadas, encantadas, dragas) constituent un peuple à part. Essentiellement féminines, elles peuvent avoir des enfants, les hadets ou hadachs. En Ariège, les dragas avaient des compagnons, les dragòts. Il existe de nombreuses histoires de changelins. Ce mot n'est pratiquement jamais utilisé dans les Pyrénées, mais l'enfant de la fée peut se trouver enlevé par des humains, à qui il apporte des révélations de secrets concernant la vie quotidienne. Généralement, il finit par s'enfuir pour rejoindre sa mère, juste avant de révéler le secret le plus important (souvent, le secret de la feuille, ou du chaton, ou du bourgeon de l'aulne… qu'on ignore donc encore). Par ailleurs, c'est la fée qui, ayant un enfant laid et disgracieux, l'échange avec le beau bébé d'un couple d'humains. Ceux-ci n'ont d'autre ressource que de laisser le hadet sans soins, le laissant pleurer, jusqu'à ce que les sentiments maternels de la fée ne reprennent le dessus, et qu'elle restitue l'enfant volé pour reprendre le sien. 
Souvent, rien ne distingue les fées des femmes ordinaires, et il arrive qu'elles épousent des hommes et mènent une vie dans le monde des humains : mais c'est au prix de certaines conditions, comme des interdits de langage. Leur époux ne doit jamais les appeler, par exemple, ni fée, ni folle. La transgression de l'interdit entraîne irrémédiablement la fin de l'harmonie, la femme-fée disparaît.
D'autres fois, les fées se signalent par une particularité physique : petite taille, ou pieds d'oie. Elles peuvent surgir dans des circonstances particulières, d'une fontaine. Certaines apparaissent comme des dames blanches (Damas blancas), à proximité de grottes. À Montségur (Ariège) et sur les flancs du pic Saint-Barthélémy où se trouve un lac, on peut voir une Dama blanca qui est l'âme d'Esclarmonde, sœur du comte de Foix Raymond-Roger, brûlée vive avec les autres cathares au Prat dels Cremats, qui revient errer tristement. En réalité Esclarmonde mourut en 1215, très longtemps avant le tragique siège de 1244. Peut-être s'agit-il d'une autre Esclarmonde, ou, plus simplement, la légende s'accommode-t-elle librement de la chronologie.
On peut assimiler aux fées les lavandières, munies de battoirs en or, qu'il vaut mieux éviter de rencontrer la nuit, car on ne sort rarement vivant de cette rencontre, et encore moins si on s'avise de vouloir leur dérober leur linge fin et leurs dentelles. Sans être maléfiques, il convient de respecter les fées et de ne pas empiéter sur leur domaine, c'est le sens général de la plupart des légendes à leur sujet. Les exemples de fées protectrices et bienveillantes, comme les fées-marraines des contes de Perrault, sont relativement rares. Il n'y a pas beaucoup de différences entre les fées et les sorcières.
D'après sa légende familiale, Jean-Baptiste Bernadotte, général de la Révolution puis de l'Empire, fondateur de la lignée royale de Suède, né à Pau, descendait par sa mère d'une famille Abadie qui vivait à Sireix, en Lavedan. Un jeune berger de la famille Abadie aurait tiré de son enchantement la fée des eaux du lac d'Estaing, et l'aurait épousée. L'étonnant destin de Bernadotte trouve là une explication que les historiens n'ont pas retenue…

## Saints et saintes

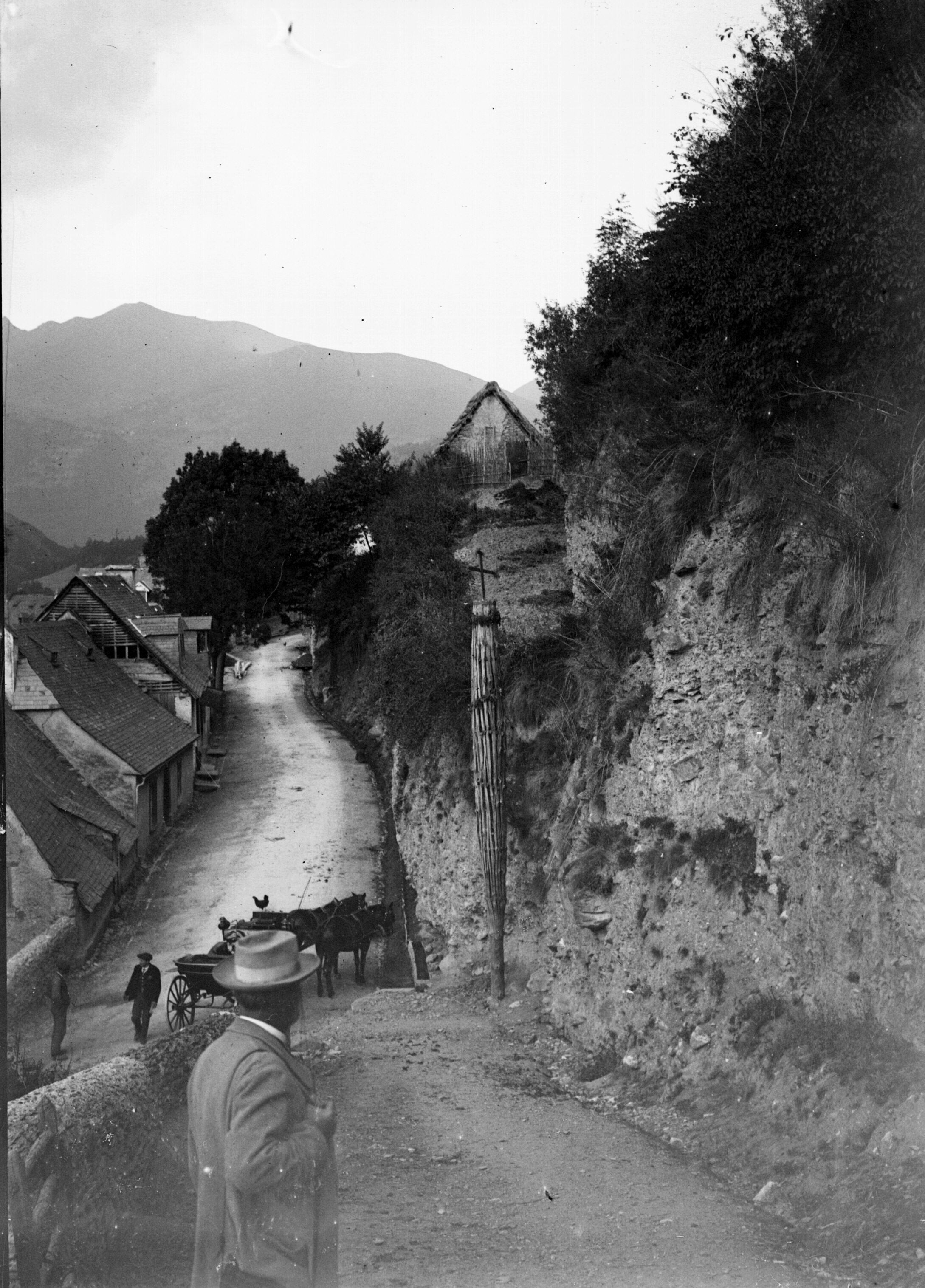
Brandon de la Saint-Jean à Saint-Aventin, près de Luchon. Photographie d'Eugène Trutat, 1898

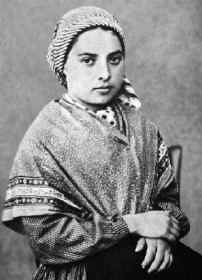
Bernadette Soubirous

Aux héros de la mythologie gréco-romaine, et plus généralement des mythologies païennes, succèdent tout naturellement les héros de la mythologie chrétienne : les saints et les saintes. L'apparition du christianisme n'est pas une rupture radicale dans les rites et les croyances, tout au plus une adaptation. Les canons de l'Église imposent eux-mêmes[réf. nécessaire], dans la mesure du possible, de bâtir les églises sur des édifices plus anciens, fussent-ils des temples païens. Rien d'étonnant à ce que le culte des saints succède sans hiatus à celui de multiples divinités protectrices des bois, des fontaines, des sources aux vertus plus ou moins miraculeuses ou tout au moins curatives. Les saints du calendrier, surtout les principaux, les apôtres en premier, sont requis et acclimatés. D'innombrables légendes situent ici ou là le passage ou le séjour de tel saint. Saint Pierre accompagne Jésus dans une tournée d'inspection dans les campagnes. Mais tout ceci n'a rien de propre aux Pyrénées.
Les fêtes des saints marquent traditionnellement le calendrier. La saint-Jean est la prolongation des fêtes païennes du solstice, marquées par la nuit la plus courte de l'année où le feu joue un rôle essentiel. Des feux allumés sur les montagnes se répondent de loin en loin. En Comminges, le « brandon » est constitué d'un grand tronc d'arbre, longuement préparé à l'avance : il est fendu longitudinalement, les fentes étant progressivement écartées à l'aide de coins, jusqu'à présenter l'apparence d'un fuseau. Dressé, il est enflammé et on danse autour, puis chacun emporte un tison qui protègera la maison toute l'année.
Les saints et saintes purement locaux, si tant est qu'on puisse distinguer ce qui relève de la seule légende, de ce qui a un fondement historique, sont un reflet de la société : bergers convertis, devenus ermites et évangélisateurs, comme saint Urbez en Haut-Aragon, confrontés aux invasions étrangères et soumis au martyre, comme saint Aventin en Comminges. Les légendes se répartissent entre les Romains, et les Arabes (Sarrasins, Maures), clairement identifiés comme anti-chrétiens. Historiquement, il semblerait que de nombreux martyres seraient plutôt dus aux tenants de l'arianisme, doctrine chrétienne dissidente, encore que majoritaire pendant un temps, mais difficile à expliquer et à comprendre pour un peuple peu rompu aux subtilités théologiques (Saint Gaudens, saint Volusien, saint Udaut en Ariège ou Eudald en Catalogne…). D'autres sont contraints, dans ces mêmes temps troublés, de prendre les armes et meurent au combat, Saints Calixte et Mercurial, saint Missolin en vallée d'Aure, appelé Visorio de l'autre côté de la frontière franco-espagnole, saint Vidian à Martres-Tolosane. Les « professionnels » : prêtres, évêques, etc. ont une place prépondérante et des légendes toujours vivantes : saint Léon de Bayonne, saint Grat d'Oloron, saint Bertrand de Comminges, saint Lizier, saint Valier, saint Girons en Ariège… Saint Martin, qui n'était pas pyrénéen, a été naturalisé et une légende a donné son nom à l'ours des Pyrénées. Plusieurs saints locaux sont des moines ermites (réels ou légendaires) à la vie exemplaire retirés dans le désert de la montagne, confrontés victorieusement au diable plutôt qu'au martyre sous le glaive (saint Savin dans le Lavedan, saint Anastase dans le pays de Foix, saint Guillem au Canigou…).
Des particularités physiques de certains lieux, marques dans la roche, semblants d'empreintes de pieds, de mains, voire de têtes, comme des pierres à cupules, sont attribués à des saints ou des saintes (sainte Orosia de Jaca). L'archange saint Michel, vainqueur du démon, a pris sa place sur les sommets, lieux terrifiants et inhospitaliers où était censé se tenir le diable. Les chemins de pèlerinage, surtout ceux de Saint-Jacques-de-Compostelle, ont contribué à importer, exporter et diffuser de nombreuses légendes de saints. Du côté espagnol, les romerias, pèlerinages annuels vers une ermita (ermitage, petite chapelle, grotte, parfois un simple pilier, pilaret) où aurait vécu un saint local, bien qu'en régression, sont encore très vivantes et demeurent un lien social important. On verra plus loin comment les apparitions de la Vierge Marie, nombreuses dans les Pyrénées, ont donné lieu à l'un des pèlerinages les plus importants au monde, avec sainte Bernadette Soubirous.
À titre de contre-exemple, il existe une quantité de saints « officiels » qui n'ont aucune reconnaissance populaire, ce sont les victimes catholiques, directes ou indirectes, de l'épisode cathare : en général, des inquisiteurs tués par des populations excédées, comme les inquisiteurs massacrés à Avignonet (1242) dont faisait partie l'Aurois saint Garsie, ou encore saint Pierre de la Cadirète en Espagne. On peut y ajouter les victimes de la guerre civile espagnole à partir de 1936, mais dont on ne peut pas exclure une mythification à venir, comme Ceferino Giménez Malla… D'autre part, les hérétiques de toutes sortes (cathares, protestants, etc.) combattus par l'Église ont fini par perdre tout référent religieux pour devenir, sous le nom d’Iretges (« hérétiques » en occitan) des créatures sauvages ou des croque-mitaines.

## Apparitions de Marie

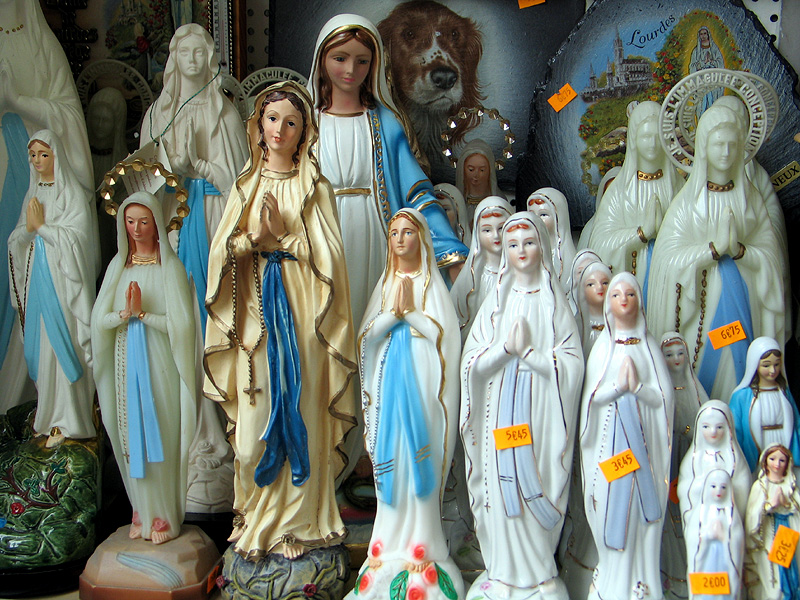
Représentation de la Vierge Marie à Lourdes

La Vierge Marie tient une place à part dans l'hagiographie pyrénéenne, par le nombre de sanctuaires qui lui sont dédiés, par ses miracles réels ou supposés, par ses apparitions à des bergères comme la plus connue, mais non la seule, Bernadette Soubirous. 
Un grand nombre d'églises et de chapelles ont été édifiées, du moins selon la légende, à la suite de la découverte plus ou moins miraculeuse d'une statue, et cela sur les deux versants de la chaîne pyrénéenne. En général, c'est un berger ou un vacher qui constate qu'une de ses bêtes s'agenouille obstinément au même endroit, ou gratte le sol, et on finit par trouver une statue de la Vierge (Notre-Dame de Bourisp). Transportée dans l'église du village, la statue revient d'elle-même à l'endroit où on l'a trouvée, et on finit par lui bâtir un sanctuaire qui fera l'objet de pèlerinages. À Piétat (commune de Barbazan-Debat, près de Tarbes), c'est un laboureur qui découvre la statue. À Héas, au pied du cirque de Troumouse, ce sont des bergers qui voient deux colombes blanches se poser près d'une fontaine, et qui en tirent la conclusion que la Vierge Marie veut sa chapelle en ce lieu. Ne reculant pas devant l'effort, ils élèvent un modeste oratoire et s'en vont chercher une statue, en l'occurrence celle de Notre-Dame de Pinéde (vallée de Pineta), en Aragon voisin. Les habitants de Pinède se lancent à leur poursuite et récupèrent leur statue pendant que les ravisseurs dorment. À leur réveil, ils cherchent… et trouvent une nouvelle statue, aussi belle que l'autre. Le sanctuaire d'Héas connaîtra un grand succès. D'autres découvertes de statues sont liées à une floraison hors saison, à une chute de neige qui délimite le plan de l'édifice à construire. 
Enfin les apparitions de la Vierge en personne sont anciennes. À une époque indéterminée, la Vierge sauve une jeune fille de la noyade en lui tendant un rameau, origine du pèlerinage de Lestelle-Bétharram (Bèth arram signifie en gascon « beau rameau »). Elle se montre, en 1515, à Anglèze de Sagazan, une petite bergère de Monléon-Magnoac, sur le futur sanctuaire de Garaison. En 1587, elle apparaît à Médous à une femme de Bagnères-de-Bigorre, Domenge Liloye, pour annoncer une épidémie de peste punitive, et sauver les personnes qui boiront l'eau d'une source miraculeuse. Ces saintes femmes ne connaîtront pas l'honneur d'une canonisation officielle. D'autres apparitions sont signalées de façon moins détaillée, mais il est fréquent de constater que Marie, là encore, succède à d'autres : les Damas blancas (Dames blanches), formes féminines diaphanes souvent notées à proximité de grottes ayant connu une occupation humaine aux époques préhistoriques. Le succès phénoménal de Lourdes — qui coïncide avec l'essor du chemin de fer — a éclipsé les autres pèlerinages, qui déplaçaient cependant de grandes foules. En 1859, une apparition mariale a encore lieu au village commingeois d'Arnaud-Guilhem, au nord de Saint-Gaudens.

## Géants et nains

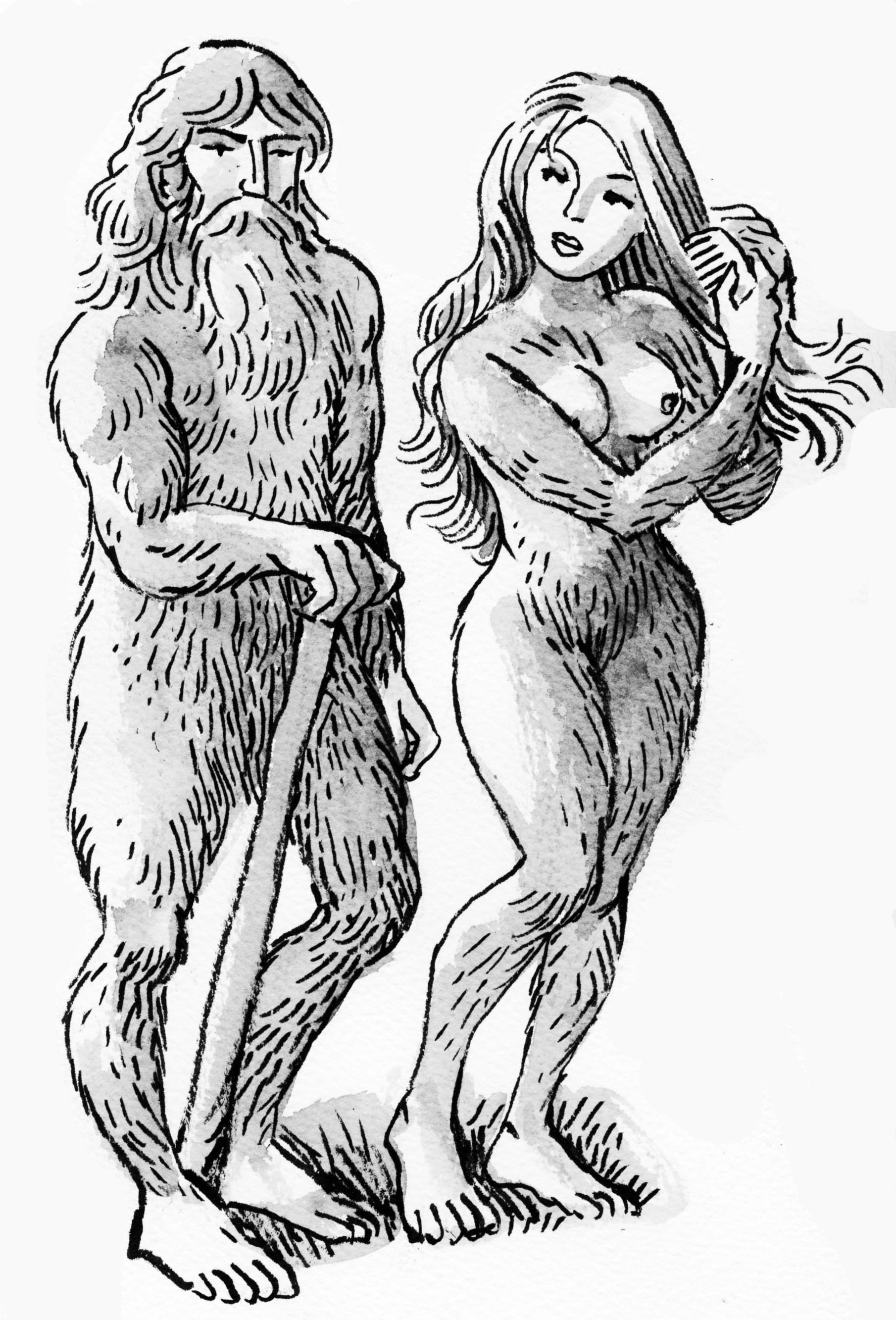
Basajaun et basaandere

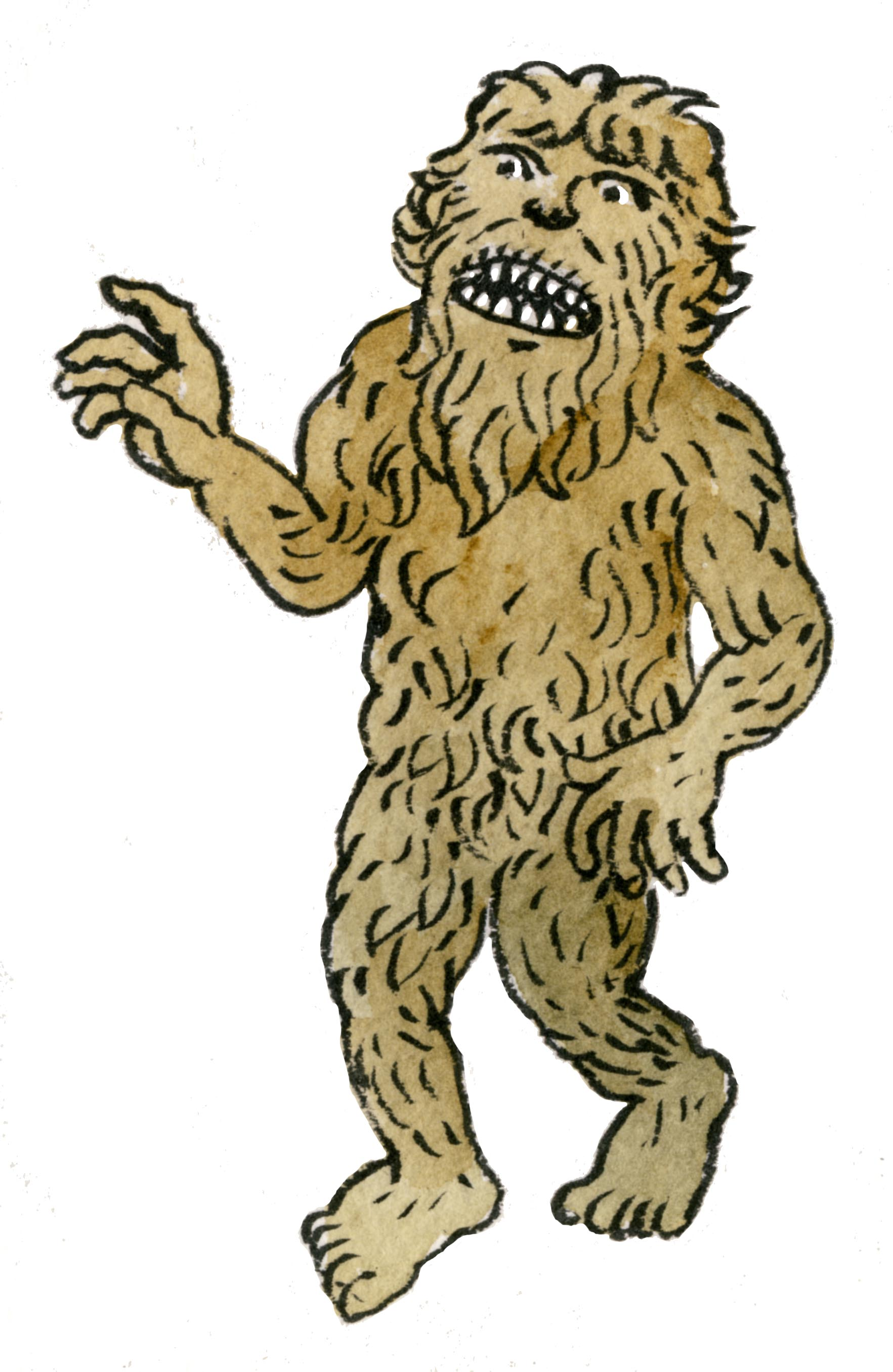
Un lamina sous forme de nain velu

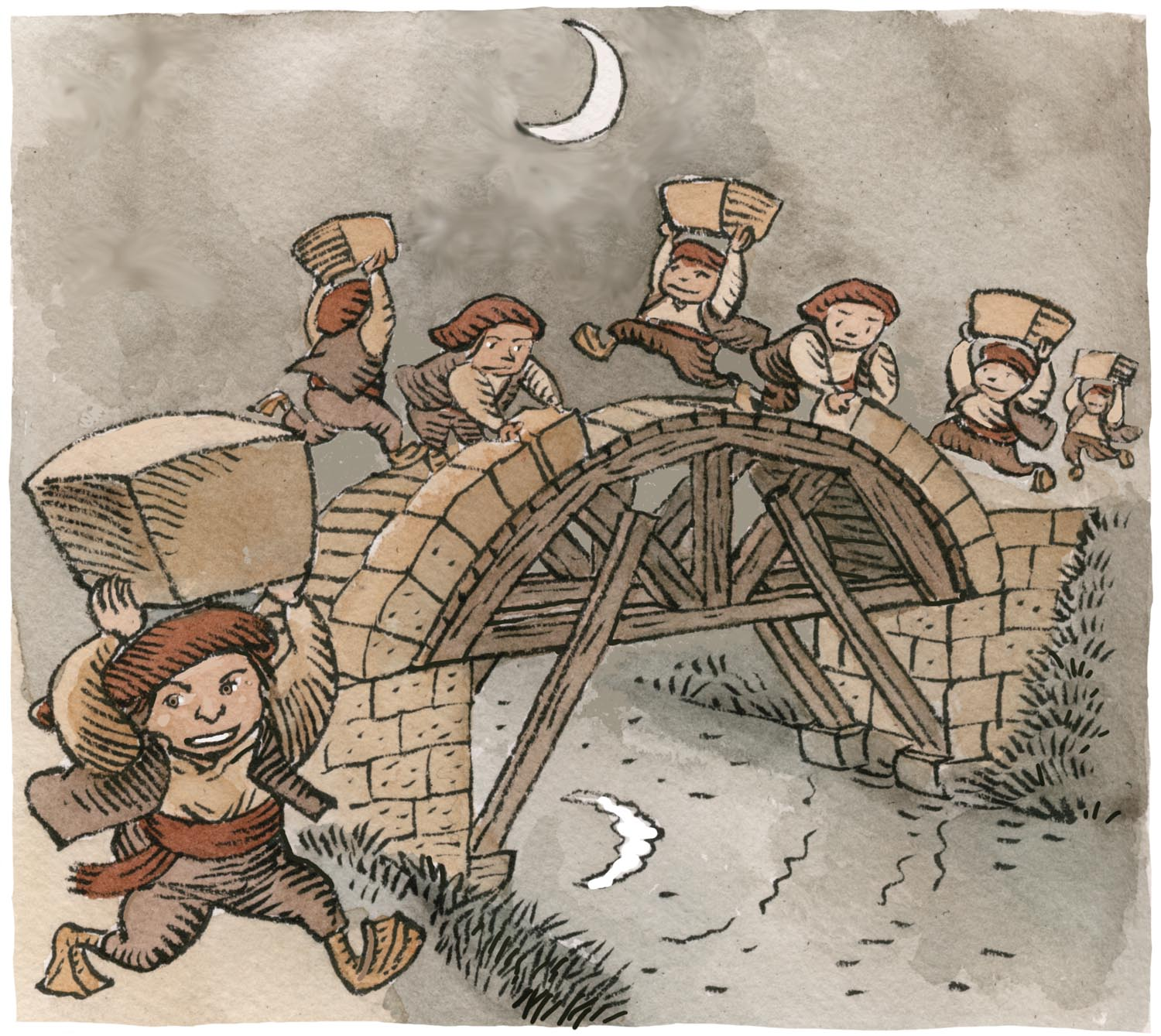
Les Laminak, bâtisseurs de ponts

Les zones montagneuses, avec leurs parties quasi-inaccessibles, constituent un refuge idéal pour les créatures hors des normes « humaines ». Comme le yéti himalayen, l'almasty du Caucase, le bigfoot nord-américain, il y a donc dans les Pyrénées des géants qui ont, dans une moindre mesure peut-être, des soupçons d'existence réelle, appuyée sur les hypothèses classiques de survivance de Néandertaliens ou autres. Il n'en demeure pas moins que leurs faits et gestes et leurs légendes relèvent bien de l'imaginaire collectif. C'est le cas du basajaun basque, figure typique de l'homme sauvage, pas toujours présenté comme géant, d'ailleurs. Les cyclopes, qu'ils soient nommés bécut dans les Pyrénées gasconnes, ulhart en Ariège (comme, du reste, dans les Alpes), Tartaro, Tarto ou Tartare, ou encore Antxo en Pays basque, sont omniprésents. Leurs histoires reprennent le thème connu de Polyphème et d'Ulysse : ici, ce sont des enfants, ou des soldats, qui viennent à bout du cruel géant. Les autres aventures, toujours sur la thématique de l’ogre dupé, font de lui un gros balourd, extrêmement fort mais stupide. 
Le personnage de Roland est généralement considéré comme un géant, qui a laissé des traces un peu partout, bien sûr la brèche de Roland, le Pas de Roland (un rocher percé), le saut de Roland (Salto de Roldan) en Aragon, les marques de ses mains, de ses pieds, de ses genoux… Nombre de géants jouent le rôle de croquemitaines. En Catalogne, Pla Falgars, le Pare gegant. 
On retrouve une seule trace du passage de Gargantua : dans les Hautes-Pyrénées, il aurait laissé l'estron de Lafitole.
Les nains, à l'exception notable des lamiñak basques, sont rarement constitués en « petit peuple » ou en sociétés comme en d'autres lieux. Ils sont plus fréquemment des individus isolés, des génies domestiques, lutins, d'aspects très variables. Beaucoup ont des pieds palmés ou des pieds de poule. Le truffandèc béarnais (« farceur ») s'amuse à cacher les objets de la maison. La plupart se livrent nuitamment à de petits méfaits, comme agacer le bétail dans les étables, tresser les crinières des chevaux, etc., tel le drac, qu'il ne faut pas confondre avec d'autres créatures portant ce nom, nettement plus maléfiques. En Espagne, les minairons sont nombreux, tant en Aragon qu'en Catalogne.
En Val d'Aran, on signalait un mauvais esprit nommé Erulet qui, à la création du monde, n'avait été voulu ni au ciel ni en enfer, et qui avait donc choisi de s'installer en Val d'Aran.

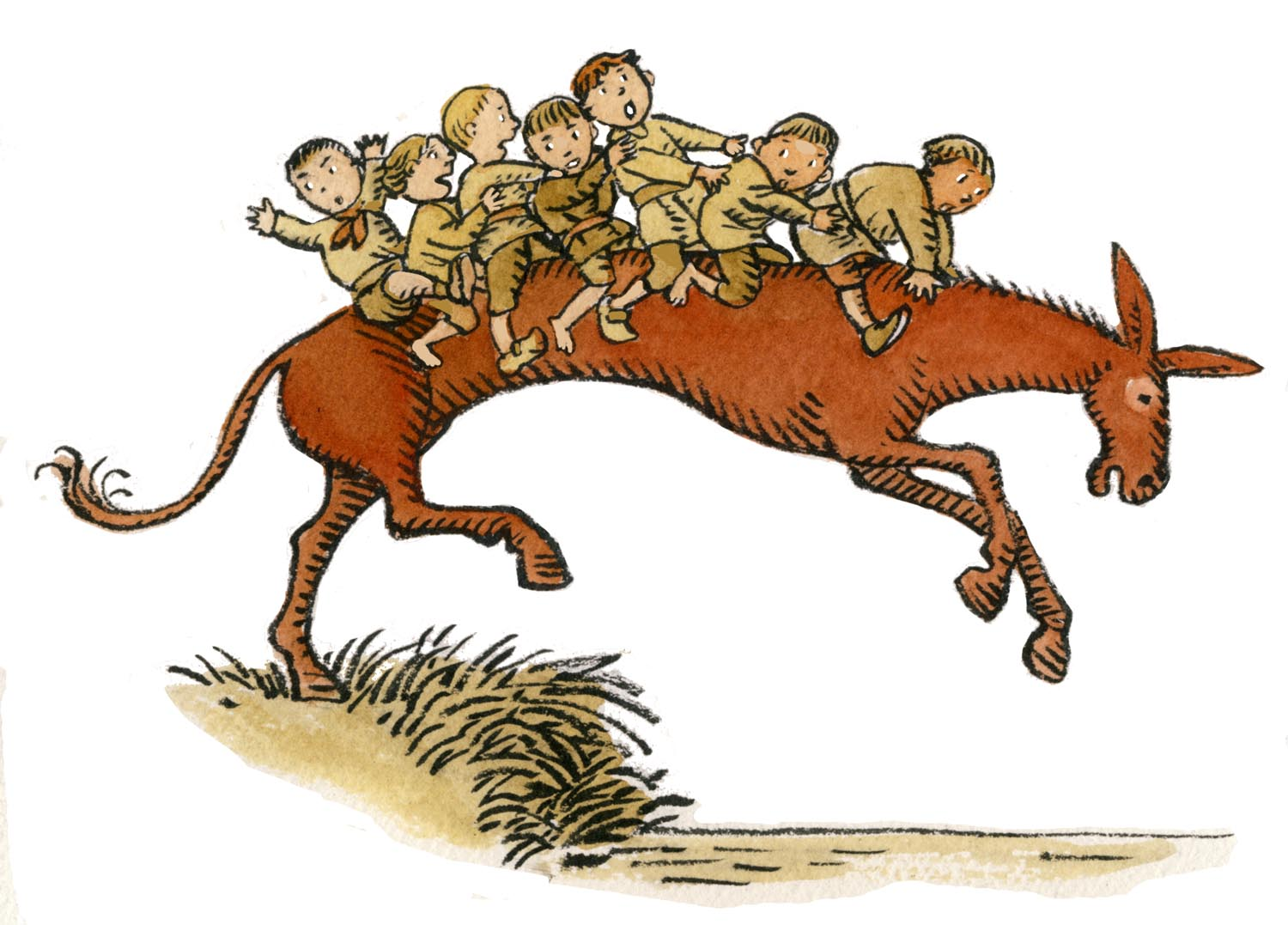
Le Drac, sous la forme de l'âne rouge

## Le Diable

### Formes du diable
Comme dans toutes les mythologies influencées par le christianisme, le diable est omniprésent. C'est le maître du sabbat (l'akelarre du Pays basque), sous la forme d'un être monstrueux qui tient beaucoup du bouc noir. C'est le Tentateur, sous des formes variables qui vont jusqu'à l'apparence d'un « Monsieur » bien présentable. Par ailleurs une foule de créatures sont plus ou moins directement démoniaques : serpents et dragons, âne rouge qui grossit démesurément, ou encore le Drac, créature multiforme, souvent un dragon, mais surtout, génie maléfique lié à l'eau (à l'origine, un introducteur à l'Autre monde pour une confrérie masculine) : un âne rouge paraît abandonné ; un enfant saute sur son dos, puis un autre. À chaque fois, l'échine de l'âne s'allonge, et lorsque tous les enfants s'y sont installés (généralement sept), le Drac se jette dans l'eau et les noie. Mais ces formes ne sont pas spécifiques aux Pyrénées, même si l'âne rouge y remplace le cheval blanc maléfique que l'on retrouve fréquemment dans le domaine français et au-delà (Cheval mallet, blanque jument, bian cheval, etc).
Le Diable apparaît aussi souvent sous la forme d'un chien blanc (ou d'une chienne blanche).

### Sorcières et sorciers

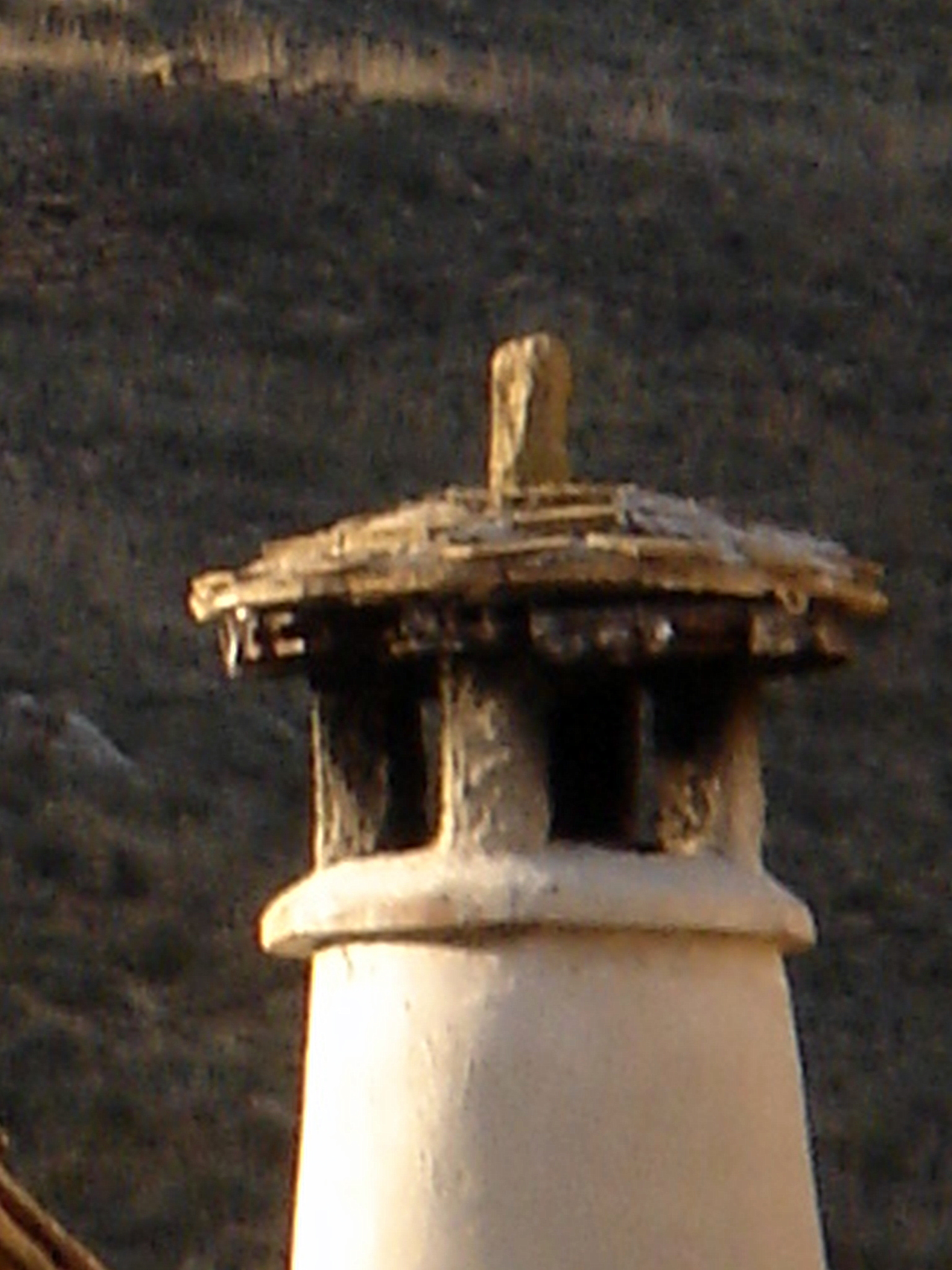
Espantabrujas sur une cheminée à Longás, en Aragon

La croyance dans les sorcières, bruchas ou posoèras, bruixas, brujas, est universelle. Elle revêt une importance particulière dans certains lieux comme le Pays basque, en raison notamment de grands procès qui en vinrent à créer une véritable psychose : les procès de Zugarramurdi en Pays basque espagnol (1610), et les procès intentés en Labourd par le fameux Pierre de Lancre (1609). Commençant par une rivalité entre familles, on en vint à se lancer des accusations de sorcellerie qui, prises au sérieux, par le jeu des méthodes employées, torture, accusations en chaîne, aboutirent à un grand nombre d'exécutions.
En de nombreux endroits, notamment en Espagne, on peut voir dans la construction traditionnelle, sur les toits des maisons, des sortes d'acrotères de différentes formes (fragment de tuile dressée en forme de corne, pierre dressée sur les cheminées, etc) qui ont pour rôle clairement annoncé de faire fuir les sorcières : espantabrujas (littéralement « effraie-sorcières »).

## Bestiaire

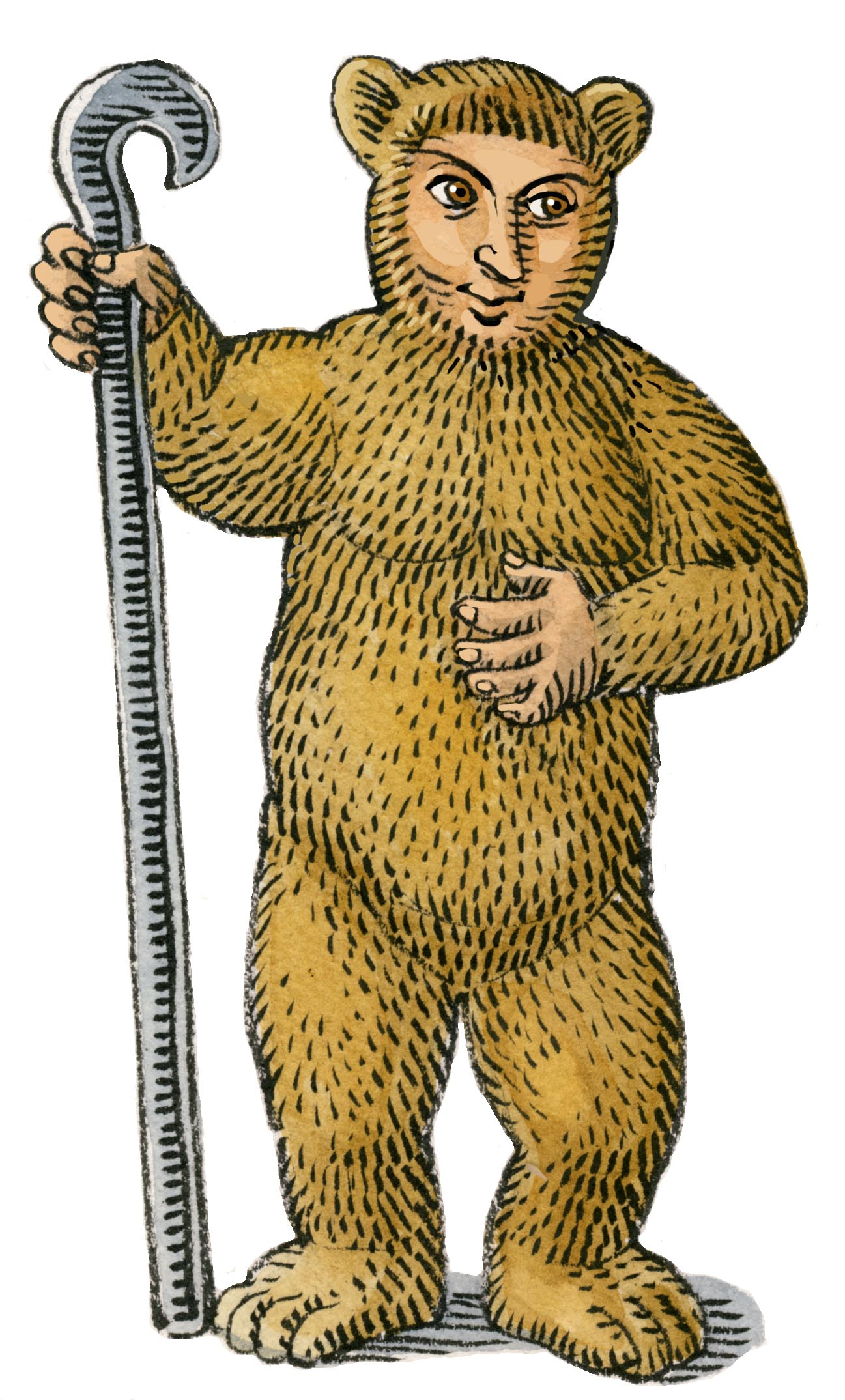
Jean de l'Ours

### Ours
Dans les Pyrénées comme en Bulgarie, en Roumanie, dans les Balkans, en Asie, en Yougoslavie ou chez les Indiens d’Amérique du Nord, l’ours fut longtemps considéré comme l’ancêtre de l’homme ou encore comme un homme sauvage, souvent même il avait le statut d'un dieu. Son attitude parfois proche de l'humain lui a valu cet anthropomorphisme. Ainsi, quand il se dresse sur ses pattes arrière tel un homme, les Béarnais le nomment « lou pedescaou », le va-nu-pieds, ou encore « lou Moussu », le Monsieur. Pour les Basques, c’est « Hartza » ou « Artza ».
L’ours étant autrefois un symbole de résurrection et de fertilité, l’Église s’est efforcée de faire la guerre à ces anciens cultes animistes. Nombre de ces rituels continuent à vivre, sous des formes « folklorisées » mais très vivantes, tout au long de la chaîne : ce sont principalement les Carnavals de l'Ours.
Le conte Jean de l'Ours, qui est un thème quasi-universel (c'est le conte-type no 301 B selon Aarne-Thompson) est présent sous de multiples versions dans les Pyrénées.

### Loup
La présence effective du loup dans les Pyrénées, comme dans la majorité des grandes forêts, a suscité, au-delà des récits de chasse plus ou moins « enrichis », une abondante littérature orale qui se distingue assez peu des autres mythologies européennes. De nombreux récits font état d'une jeune fille sortie dans la nuit avec une bougie, emportée par un loup. Les témoins voient disparaître dans la nuit la lueur tremblotante de la bougie. Le thème du loup-garou est fréquent, comme celui du « meneur de loups » (Encortador de llops, en Catalogne).

### Cheval, âne
Le cheval sauvage, comme l'âne rouge, est souvent une des formes du diable. La vision d'un cheval blême est un présage de malheur, comme celui de l'Estérenguibel, en Pays basque, qui a en plus la particularité de ne pas avoir de tête.

### Serpent

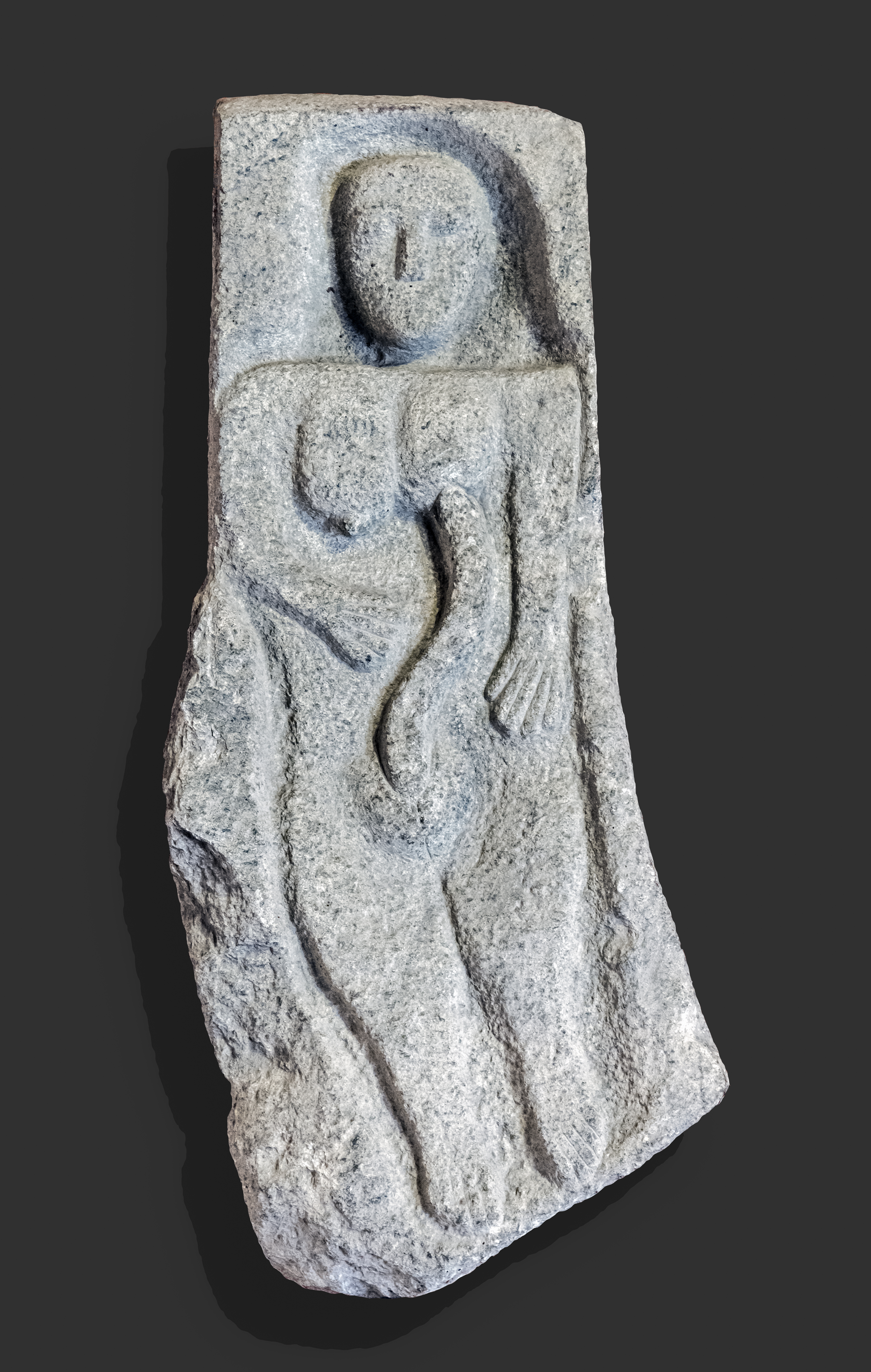
La Femme au serpent trouvée à Oô (Musée des Augustins de Toulouse).

Le serpent est un des animaux les plus fréquents dans les mythologies. Détenteur de savoirs secrets, il s'enroule autour des caducées, il est présent dans toutes les pharmacopées, jusqu'à nos jours. En réaction inverse, le christianisme en a fait l'incarnation du diable, le serpent de la tentation d'Adam et Ève, souvent foulé aux pieds par la Vierge Marie ou les saints. Les superstitions populaires liées au serpent sont restées vivaces, y compris la légende moderne des milliers de vipères relâchées par hélicoptère dans certains endroits, ou les anciennes croyances selon lesquelles les serpents viennent téter le lait au pis des vaches, voire au sein de femmes. Pyrène, séduite par Hercule mit au monde un serpent. La pierre d'Oô (aujourd'hui au Musée des Augustins à Toulouse) représentait une femme, un serpent sortant de son sexe et mordant un de ses seins : illustration de la légende ; évocation du feu de la vie dans son aspect génésique et nourricier, image du cycle vital. 
On pensait que la tête du bon serpent renfermait une pierre aux vertus prophylactiques : en Ariège, une petite pierre « magnétique » que l'on glisse entre la paupière et l'œil pour en enlever les corps étrangers. Si on ne connaît pas le terme de Vouivre, il existe des récits de serpents portant au front une pierre précieuse. Enfin, on trouve dans les Pyrénées, un peu partout, des légendes de serpents géants, comme le serpent à l'origine du lac d'Isaby, des serpents volants (en Pays basque, Sugaar, l'époux de la déesse Mari, ou encore le Herensuge) ainsi que des dérivés du serpent, des dragons innombrables.

### Animaux domestiques
Les animaux domestiques, bétail, volailles, chiens et chats font partie du quotidien, et ils figurent inévitablement dans les traditions. Les vaches et les bœufs jouent le rôle de guides d'une volonté divine : une vache noire mène les descendants de Millaris vers leurs nouveaux territoires, ceux où ils vivront dans la religion chrétienne. Des bovins, en s'agenouillant ou grattant le sol avec obstination, révèlent la sépulture cachée d'un saint ou une statue de la Vierge, et c'est souvent un attelage qui, laissé à lui-même, choisit le lieu où s'élèvera une église, une chapelle, ou le tombeau définitif du saint, tranchant ainsi le conflit entre deux villages voisins.
Une brebis égarée, trouvée par un homme qui la prend sur ses épaules, se met à peser terriblement : c'est soit le diable, soit une fée ou, dans le meilleur des cas, un esprit facétieux (un drac) qui s'amuse à se faire transporter.
Un chien, souvent blanc, apparaît parfois la nuit. S'il ne joue pas un grand rôle, il est en quelque sorte la signature du diable : ainsi, dans certaines versions de la légende de Bos de Bénac. Une chienne blanche, en vallée de Louron, était réputée s'attaquer la nuit aux passants, près d'un pont. 
Le chat est aussi un animal lié au diable, à plus forte raison s'il est noir.

### Bestiaire fabuleux
La tradition pyrénéenne est riche en animaux fabuleux, plus ou moins remontant à l'Antiquité, généralement réduits à un rôle anecdotique pour apporter certains avantages à ceux qui peuvent les capturer, mais jamais sans risques.
Entre diables et singes, les simiots du Vallespir sévissaient aux alentours d'Arles-sur-Tech avant que l'arrivée des reliques des saints Abdon et Sennen ne les chasse, mais on les retrouve dans de nombreuses traditions catalanes.
Le basilic, commun à de nombreuses cultures, est redouté : avec le corps d'un petit mammifère, il a une tête d'homme portant une couronne. Il vit au fond des puits et dans les eaux souterraines, et malheur à qui croise son regard, car il est aussitôt pétrifié. On vient à bout du basilic en lui présentant un miroir : l'animal maléfique se pétrifie lui-même.
Plus recherché est le mandagòt, ou matagòt. Cet animal, si on parvient à l'enfermer dans une caisse (le saloir qui est près de la cheminée, et qui sert aussi de banc) « chie » chaque matin une pièce d'or. Les personnes trop rapidement enrichies sont soupçonnées d'avoir le matagot, ou le magot.
Il arrive (trop rarement) qu'on trouve un petit objet : une noix, voire un étui à aiguilles, qui renferme des mouches ou des abeilles. Ces insectes, généralement au nombre de treize, réclament du travail avec insistance et réalisent sur-le-champ les travaux les plus durs. Si, comme dans l'« Apprenti sorcier », la personne ainsi favorisée se laisse déborder, cela peut mener à des catastrophes et il faut alors renvoyer ces auxiliaires. 
Le tamarro est un animal imaginaire que personne, et pour cause, n'a jamais vu. On le trouve dans la tradition catalane, dans le Pallars, la partie pyrénéenne de la province de Lérida (Lleida), l'Andorre. Dans un conte andorran, le roi des animaux, un vieux loup, s'inquiète des luttes qui pourraient avoir lieu pour sa succession. Il annonce alors qu'il a désigné le tamarro comme son successeur, et les animaux, dans l'attente de l'arrivée de ce nouveau monarque, se tiennent tranquilles. D'une manière plus courante et plus récente, le tamarro est devenu l'équivalent du célèbre dahu. Des traditions très ritualisées avaient cours en Catalogne.

### Sources et bibliographie

#### Généralités
- Anne Lasserre-Vergne, Le légendaire pyrénéen : Récits religieux, historiques, féériques…, Éditions Sud Ouest, coll. « Référence », 2012, 219 p. (ISBN 978-2-81770-162-2).
- Sablayrolles Robert, Maraval Marie-Laure (Éd.), Guide archéologique de Midi-Pyrénées : 1000 av. J.-C. - 1000 apr. J.-C. ; monuments, musées et itinéraires ouverts au public, Pessac, Fédération Aquitania, 2010, 647 p.
- Olivier de Marliave, Trésor de la Mythologie pyrénéenne, Toulouse, Esper, 1987.
- Olivier de Marliave et Jean-Claude Pertuzé, Panthéon pyrénéen, Toulouse, Loubatières, 1990.
- Olivier de Marliave, Dictionnaire de magie et sorcellerie dans les Pyrénées, Bordeaux, Sud-Ouest, 2006.  (ISBN 2879016495)
- Jean-Pierre Pinies, Croyances populaires des pays d'oc, Rivages,  (ISBN 0290305403)
- Jean Poueigh, Le folklore des pays d’oc : la tradition occitane, Paris, Payot, 1952
- Bernard Duhourcau, Pyrénées mystérieuses, les guides noirs, Tchou, éd. 1985
- Isaure Gratacos, Calendrier pyrénéen, Bibliothèque historique, Toulouse, Privat, 2007.  (ISBN 2708958534)
- Isaure Gratacos, Femmes pyrénéennes, Mémoires Traditions Grand Sud, Toulouse, Privat, 2003.  (ISBN 2708958178)
- Violet Alford, Fêtes pyrénéennes, trad. Anne Foch, Toulouse, Loubatières, 2004.  (ISBN 2862663956)
- J.-P. Rondou, Folklore pyrénéen, Tarbes, imprimerie Croharé, 1911
- Denys-Shyne Lawlor, Les sanctuaires des Pyrénées, trad. Mme la comtesse de Lécuyer, Tours, Mame & Fils, 1882
- Karl-des-Monts, Les légendes des Pyrénées, Paris, M. Lévy, 1876, 284 p. (lire en ligne)

#### Régions
Pays basque
- José Miguel Barandiaran (trad. Olivier de Marliave, préf. Jean Haritschelhar, photogr. Claude Labat), Mythologie basque [« Mitología vasca »], Toulouse, E.S.P.E.R, coll. « Annales Pyrénéennes », 1989, 120 p. [détail des éditions] (ISBN 2907211056 et 9782907211055, OCLC 489680103)
- Wentworth Webster (trad. Nicolas Burguete, postface Un essai sur la langue basque par Julien Vinson.), Légendes basques : recueillies principalement dans la province du Labourd [« Basque legends »], Anglet, Aubéron, 1er octobre 2005 (1re éd. 1879), 328 p. [détail de l’édition] (ISBN 2844980805 et 9782844980809, OCLC 469481008)
- Jean-François Cerquand, Légendes et récits populaires du Pays Basque : Recueillis dans les provinces de Soule et de Basse-Navarre, Bordeaux, Aubéron, 2006 (1re éd. 1876), 338 p. [détail de l’édition] (ISBN 2844980937 et 9782844980939, OCLC 68706678, lire en ligne)
- Julien Vinson, Folk-lore du Pays Basque, Paris, Maisonneuve et Larose, coll. « Littératures populaires de toutes les nations » (no 15), 1967 (1re éd. 1883), 395 p. [détail de l’édition] (ISBN 1289447284 et 9781289447281, OCLC 1060385, lire en ligne)
- José Miguel Barandiaran et traduit et annoté par Michel Duvert, Dictionnaire illustré de mythologie basque [« Diccionario Ilustrado de Mitología Vasca y algunas de sus fuentes »], Donostia, Baiona, Elkarlanean, 1993, 372 p. [détail des éditions] (ISBN 2903421358 et 9782903421359, OCLC 416178549)
- Jean Barbier (ill. Pablo Tillac), Légendes basques [« Légendes basques: d'après la tradition »], Donostia; Baiona, Elkar argitaletxea, 1991 (1re éd. 1931; Delgrave), 147 p. (ISBN 8475299598 et 9788475299594, OCLC 25047824)
- Collectif, La Tradition au Pays basque, 1899, rééd. Elkarlanean, Donostia, 1982-2004,  (ISBN 84-8331-041-4)
- Claude Labat, Libre parcours dans la mythologie basque : avant qu'elle ne soit enfermée dans un parc d'attractions, Bayonne; Donostia, Lauburu ; Elkar, 2012, 345 p. (ISBN 9788415337485 et 8415337485, OCLC 795445010)

Pyrénées centrales
- Hilarion Barthety, Pratiques de sorcellerie ou Superstitions populaires du Béarn, Pau, librairie Léon Ribaut, 1874
- Abbé Honoré Dambielle, La Sorcellerie en Gascogne, Auch, imprimerie Léonce Cocharaux, 1907
- Xavier Ravier, Le récit mythologique en Haute Bigorre (français-gascon), Aix-en-Provence, Edisud, 1986
- Eugène Cordier, Les légendes des Hautes-Pyrénées, Cazenave, Lourdes, 1855
- Norbert Rosapelly, Traditions et coutumes des Hautes-Pyrénées, Société académique des Hautes-Pyrénées, Tarbes, 1990
- Christian Desplat et Jean-François Le Nail, Contes et récits des pays de Bigorre, Éché, Toulouse, 1985
- Frantz-E. Petiteau, Contes, récits et légendes de la vallée d'Aure, éditions Alan Sutton, 2006
- Frantz-E. Petiteau, Contes, légendes et récits du Louron et des Bareilles, éditions Alan Sutton, 2009
- Patrice Roques, Sorcellerie et superstitions dans les Pyrénées centrales du XVIe siècle au XIXe siècle, éditions Lacour, Nîmes, 2002
- Adelin Moulis, Légendaire de l'Ariège, rééd. Lacour, Nîmes, 1995
- Adelin Moulis, Contes merveilleux des Pyrénées (comté de Foix), Rediviva, Lacour, Nîmes, 1995
- Charles Joisten, Les Êtres fantastiques dans le folklore de l'Ariège (2e édition augmentée), Toulouse, Loubatières, 2000.  (ISBN 2-86266-323-9)

Catalogne
- Joan Soler i Amigó, Enciclopèdia de la fantasia popular catalana, Barcanova, 1990
- Joan Soler i Amigó, Mitologia catalana, Dracs, gegants i dones d'aigua, Barcanova, 1998

Val d'Aran
- Joan Bellmunt i Figueras, Val d'Aran, Fets, costums i llegendes, Pagès editors, Lleida, 1991,  (ISBN 84-7935-069-5)

Aragon
- Antonio Beltran, Leyendas aragonesas, Leon (Espagne), Editorial Everest, sd,  (ISBN 84-241-2935-0)
- Alberto Serrano Dolader, Guía mágica de la provincia de Huesca, Iber Caja, 1994,  (ISBN 84-88793-25-1)
- Severino Pallaruelo Campo, Viage por los Pirineos misteriosos de Aragón, Zaragoza, 1984,  (ISBN 84-398-0732-5)